# 강도하
강도하(1969년~)는 대한민국의 만화가이다. 본명은 강성수이다. 2004년 8월부터 '강도하'라는 필명으로 작품 활동을 하고 있다. 만화가 원수연과 부부이다.
1987년 보물섬의 뛰어라 빠가사리라는 작품으로 신인공모를 통해 데뷔를 했다. 그 후 잡지 등에 만화를 기재를 했으나 실험적인 이미지로 더욱 알려져왔다.
스포츠서울에서 만화 《스위트홈》을 연재했다. 2005년까지 그의 로맨스의 첫 번째 시리즈인 온라인 만화 《위대한 캣츠비》를 엠파스에서 연재하다가 다시  다음에서 연재하였다. 그 후 그의 두 번째 시리즈인 온라인 만화 《로맨스 킬러》를 다음에서 연재하여 12월에 완결시켰다. 《로맨스 킬러》를 연재하는 중에 3M을 싸이월드에서 연재하였다가 총 69회를 마지막으로 10월 31일 2006년에 연재를 마쳤다. 그의 로맨스 시리즈 마지막인 《큐브릭》을 미디어 다음에서 2007년 4월 16일부터 12월 17일까지  연재하였다.

## 작품
- 《뛰어라 빠가사리》 (1987년)
- 《아버지와 아들》 (1990년)
- 《슬픈나라 비통도시》 (2001년)
- 《스위트홈》 (2002년)
- 《3M》(2006년)
- 《로맨스 시리즈》
- 《위대한 캣츠비》 (2005년)
- 《로맨스 킬러》 (2006년)
- 《큐브릭》(2007년)
- 《세브리깡》 (2009년)
- 《TTstory》 (2011년)
- 《발광하는 현대사》 (2012년)
- 《왕자지 - 위선의 시대》 (2016년)
- 《금붕어》 (2021년)